# Czerwony Kapturek (film 1995)
Czerwony Kapturek (ang. Little Red Riding Hood) – amerykańsko-japoński film animowany z 1995 roku. Adaptacja baśni o tym samym tytule Charles’a Perraulta.

## Piosenki
- Made With Love
- Whistle And I'll Be There
- We're A Team

## Wersja polska
W Polsce film został wydany na VHS i DVD. Wersja z angielskim dubbingiem i polskim lektorem.
- Dystrybucja: Best Film
- Czytał: Krzysztof Grębski

Film wydany w serii: "Klasyka bajek" na DVD-Video. Dystrybucja w Polsce VHS i DVD: Cass Film.